# Eric Johnson
Eric Johnson (ur. 17 sierpnia 1954 w Austin) – amerykański gitarzysta, kompozytor i wokalista.
Rozpoczął karierę w wieku 15 lat, wstępując do zespołu Mariani, a później (w wieku 21 lat) do zespołu jazz-rockowego o nazwie Electromagnets. Po rozpadzie Electromagnets (rok 1977) rozpoczął karierę solową od nagrania albumu Seven Worlds, który jednak nie został wydany aż do roku 1998. Pierwszym albumem Johnsona, który doczekał się publikacji, był wydany w 1986 Tones (singel „Zap” z tego albumu został nominowany do Nagrody Grammy).
Sukcesem okazał się kolejny album artysty, Ah Via Musicom, który ukazał się w 1990. Za pochodzący z niego utwór „Cliffs of Dover” Johnson otrzymał nagrodę Grammy w kategorii „najlepszy rockowy utwór instrumentalny”.
W 1996 wziął udział w trasie koncertowej G3, występując obok takich gitarzystów jak Joe Satriani i Steve Vai. W 2006 ponownie wystąpił na trasie G3, tym razem z Satrianim i Johnem Petruccim.
Używa przeważnie gitar elektrycznych marki Fender Stratocaster, a także m.in. firmy Gibson. Gra również na gitarach akustycznych i instrumentach klawiszowych.
Kilka kompozycji Johnsona (w tym „Cliffs of Dover”) znalazło się na liście utworów muzycznych gier komputerowych.
Muzyczny styl Erica Johnsona to przede wszystkim instrumentalny rock, chociaż okazyjnie włącza do swoich kompozycji elementy jazzu, gospel, new age czy country. Brzmienie gitarzysty porównywane jest do dźwięku skrzypiec i uznawane za unikatowe. Większość solowej dyskografii artysty to utwory instrumentalne, jednak czasem Johnson występuje również w roli wokalisty, np. w „Desert Rose”.

## Życiorys

### Wczesne lata
Johnson wraz ze swoimi trzema siostrami uczęszczał na lekcje gry na pianinie. W wieku 11 lat zaczął uczyć się gry na gitarze, robiąc szybkie postępy. Wykonawcy, którymi się inspirował to m.in.: Mike Bloomfield, Chet Atkins, Cream, Jimi Hendrix, Ric Bailey, Wes Montgomery, Jerry Reed, Bob Dylan i Django Reinhardt. Mając 15 lat wstąpił do swojego pierwszego profesjonalnego zespołu – Mariani, grającego rocka. W 1968 grupa nagrała demo, wydane w bardzo ograniczonym nakładzie, później poszukiwane przez kolekcjonerów.
Po ukończeniu szkoły średniej Johnson przez krótki czas studiował na University of Texas at Austin, po czym wraz z rodziną wyjechał do Afryki. Powrócił do Austin w 1974 i wkrótce potem zaczął grać w lokalnym zespole Electromagnets. Grupa nie zdołała przyciągnąć uwagi większych wytwórni płytowych i w 1977 rozpadła się. Niemniej jednak talent Johnsona został doceniony przez niewielkie grono wiernych fanów, śledzących wczesne dokonania zespołu. Później (2006) dwa albumy Electromagnets zostały wydane na płycie CD.

### Kariera
Po rozpadzie Electromagnets Johnson sformował trio o nazwie Eric Johnson Group i rozpoczął z nim koncerty w swoich rodzinnych stronach. W skład grupy, oprócz gitarzysty, weszli: perkusista Bill Maddox i basista Kyle Brock. Pomiędzy 1976 a 1978 został nagrany ich pierwszy album, Seven Worlds, wyprodukowany przez Jaya Aarona Podolnicka. Nieporozumienia dotyczące umowy wstrzymywały jednak wydanie albumu przez wiele lat. Ostatecznie Seven Worlds trafił do sprzedaży dopiero w 1998 pod szyldem Ark 21 Records.
Ponieważ Johnsonowi nie udało się podpisać nowego kontraktu, zaczął pracować jako gitarzysta sesyjny dla innych artystów, takich jak Cat Stevens, Carole King czy Christopher Cross. W tym samym czasie występował na lokalnych koncertach. Dopiero w 1984 podpisał umowę z wytwórnią Warner Bros. Records, której został polecony przez Christophera Crossa. Wkrótce potem (1986) wydany został album Tones, efekt współpracy z producentem Davidem Tickle.
Przynajmniej raz w latach 1980. zdarzyło się, że występ Johnsona był zapowiadany przez komika Billa Hicksa. Kompletnie pijany Hicks zaczął żartować ze zdrowego trybu życia gitarzysty, abstynenta i wegetarianina, stwierdzając, że gdyby ten pił więcej piwa i jadł hamburgery, to tworzyłby popularniejsze utwory. Po tym incydencie Hicks nie został już więcej poproszony o zapowiadanie koncertu Johnsona.
W maju 1986 amerykański magazyn Guitar Player poświęcił Johnsonowi swoją okładkę i artykuł, określający Tones jako „majestatyczny debiut”. Utwór „Zap” (zamieszczony również na wciąż niewydanym wówczas debiutanckim albumie Seven Worlds) został nominowany do Nagrody Grammy, jednak sprzedaż albumu była niska (ok. 50 tys. egzemplarzy) i wytwórnia Warner Bros. Records nie zdecydowała się przedłużyć kontraktu z artystą, który rozpoczął współpracę z niezależną wytwórnią Cinema Records, dystrybuowaną przez Capitol Records.
Debiutem pod nowym szyldem był album Ah Via Musicom (1990). Singel „Cliffs of Dover” z tego albumu pozwolił Johnsonowi zdobyć nagrodę Grammy w kategorii Best Rock Instrumental Performance w 1991. W przeciwieństwie do poprzedniego albumu, powstałego w zaledwie dwa miesiące, nagrywanie Ah Via Musicom zajęło dużo czasu. Znany ze swego perfekcjonizmu muzyk zniszczył gotowe już nagrania kilku utworów, z których jakości nie był zadowolony. Opóźniło to premierę albumu o trzy lata. Kolejne trzy lata Johnson spędził na trasach koncertowych promujących Ah Via Musicom, co przyniosło wydawnictwu 800 tys. sprzedanych egzemplarzy i status złotej płyty. Johnson został też wybrany jednym ze 100 najlepszych gitarzystów XX wieku przez magazyn Musician.
Następny album, Venus Isle, został wydany dopiero we wrześniu 1996, co oprócz intensywnego koncertowania było spowodowane poświęcaniem dużej ilości czasu na doskonale umiejętności muzycznych oraz problemami osobistymi. Nowe dzieło Johnsona, inspirowane muzyką świata, dowodziło wszechstronności muzyka, który oprócz gry na gitarze zajął się również produkcją, aranżacją, komponowaniem utworów, a także zaśpiewał w niektórych z nich. Album zebrał mieszane recenzje i nie osiągnął sukcesu swego poprzednika (choć przyniósł kolejną nominację do Grammy), co spowodowało, że wytwórnia Capital Records zadecydowała o rozwiązaniu kontraktu.
Punktem zwrotnym w karierze Johnsona okazała się trasa koncertowa G3, trwająca od października do listopada 1996, w której udział wziął również Joe Satriani i Steve Vai. Zapis tej trasy w postaci płyty CD, G3: Live in Concert, ukazał się w 1997 i zdobył status platynowej płyty.
W 1998 Eric Johnson zasiadał w jury zorganizowanego przez magazyn Musician konkursu „Best Unsigned Bands”, wraz z Ani DiFranco, Mobym, Art Alexakis, Keb' Mo' i Joe Perrym.
W 2000 ukazał się album Live and Beyond, nagrany w ramach pobocznego projektu Johnsona o nazwie „Alien Love Child”. Początki tego projektu sięgają 1994, kiedy gitarzysta pracował jeszcze nad Venus Isle. Sporadyczne koncerty spotkały się z pozytywnym odzewem ze strony fanów i
zaczęły być organizowane regularnie. Projekt pomógł też Johnsonowi odejść od jego perfekcjonistycznych tendencji. Utwór „Rain” z tego albumu został nominowany do nagrody Grammy w kategorii instrumentalnej.
Album Souvenir (2002) został już wydany przez firmę założoną przez samego Johnsona, Vortexan Records. Rozprowadzany wyłącznie przez internet, przez pierwsze siedem tygodni od opublikowania w serwisie mp3.com został odtworzony 65 tys. razy. Johnson promował album podczas trasy koncertowej w 2003, a rok później – podczas kolejnej trasy, tym razem akustycznej.
W 2005 ukazał się album Bloom – drugie wydawnictwo w założonej przez Steve'a Vaia wytwórni Favored Nations (pierwszym był wspomniany wyżej Live and Beyond). Album został podzielony na trzy części, każda utrzymana w innym stylu muzycznym, przez co artysta chciał pokazać swoją uniwersalność. W tym samym roku ukazał się na CD i DVD jego koncert z 1998, Austin City Limits oraz płyta DVD z materiałami instruktażowymi dla gitarzystów, The Art of Guitar.
W styczniu 2006 mężczyzna o nazwisku Brian Sparks został aresztowany za podszywanie się pod Johnsona i próbę wyłudzenia gitar i innego sprzętu o wartości 18 tys. dolarów.
We wrześniu 2006 Johnson wziął udział w przedstawieniu teatralnym „Primal Twang: The Legacy of the Guitar”, stanowiącym próbę opowiedzenia 3500-letniej historii gitary. Rok później muzyk zagrał w kolejnej produkcji tej samej firmy, zatytułowanej „Love In: A Musical Celebration” i poświęconej rokowi 1967, często nazywanemu „latem miłości”. Johnson wykonał zestaw utworów Jimiego Hendriksa. Pod koniec 2006 miał miejsce drugi w karierze Johnsona występ w ramach G3 – w Ameryce Południowej, wspólnie z Satrianim oraz Johnem Petruccim.
Materiał z koncertu G3 miał zostać wydany na DVD, Johnson pracował również nad swoim całkowicie akustycznym albumem, jednak obydwa projekty zostały w 2007 odłożone na rzecz nowego albumu studyjnego. W tym samym roku utwór Johnsona, "Cliffs of Dover", znalazł się na liście utworów dla gry muzycznej Guitar Hero III: Legends of Rock.

## Sprzęt muzyczny
Johnson jest użytkownikiem gitar Fender Stratocaster i Gibson ES-335, których używa z potrójnym zestawem wzmacniaczy: Fender, Dumble i Marshall. W swojej karierze korzystał również z innych marek gitar: Martin, Robin, Rickenbacker, Jackson, Charvel.
Producenci gitar mają w swojej ofercie kilka modeli zbudowanych według wskazówek Johnsona i sygnowanych jego nazwiskiem, przeznaczonych na rynek masowy. W 2003 firma C. F. Martin & Company stworzyła limitowaną serię Eric Johnson Signature MC-40. Muzyk przeznaczył 5% swoich zysków ze sprzedaży dla macierzystej uczelni swego ojca, Jefferson Medical College.
W 2005 firma Fender stworzyła model Eric Johnson Signature Fender Stratocaster, również zbudowany według specyfikacji Johnsona, natomiast na początku 2009 wprowadziła na rynek model Eric Johnson Signature Stratocaster Rosewood, oparty na podobnej specyfikacji, co gitara Eric Johnson Maple Neck, ale z nietypową, 3-warstwową białą maskownicą z 8 otworami, "ostrzejszym" przetwornikiem mostkowym, laminowaną podstrunnicą z palisandru i markerami z masy perłowej.
W sprzedaży ukazał się również szereg innych produktów z sygnaturą Johnsona, m.in. struny GHS Eric Johnson Nickel Rockers, przetworniki DiMarzio DP211 Eric Johnson Signature czy wzmacniacze Fullton-Webb. Firma Dunlop Manufacturing wprowadziła na rynek plektron Jazz III, a także efekt Fuzz Face, obydwa sygnowane nazwiskiem Eric Johnson. W 2012 pojawiły się głośniki gitarowe Eminence EJ1250, które zgodnie z zapewnieniami producenta mają ułatwiać uzyskanie "postarzonego" brzmienia, charakterystycznego dla gry Johnsona.
Eric Johnson używa efektów gitarowych Fuzz Face firmy Dallas Arbiter, BK Butler Tube Driver, wah-wah Vox CryBaby, MXR Flanger/Doubler, MXR 1500 Digital Delay, DD-2 Digital Delay firmy Boss Corporation, opóźniacz Electro-Harmonix Deluxe Memory Man, Echo Pro Studio Modeler firmy Line 6 oraz jeden lub dwa opóźniacze Maestro Echoplex.
Kompletny schemat wyposażenia Erica Johnsona z 2001 został opublikowany na stronie GuitarGeek.Com.

## Dyskografia (solo)

### Albumy studyjne
| Tones                       | - Data: 12 marca 1986 - Wydawca: Reprise Records        | —  | —  | - USA: 186 tys.+ |
| Ah Via Musicom              | - Data: 28 lutego 1990 - Wydawca: Capitol Records       | 67 | —  | - USA: 705 tys.+ |
| Venus Isle                  | - Data: 3 września 1996 - Wydawca: Capitol Records      | 51 | —  | - USA: 183 tys.+ |
| Seven Worlds                | - Data: 1998 - Wydawca: Ark 21 Records                  | —  | —  | - USA: 24 tys.+  |
| Souvenir                    | - Data: 2002 - Wydawca: Vortexan Records                | —  | —  |                  |
| Bloom                       | - Data: 14 czerwca 2005 - Wydawca: Favored Nations      | —  | 22 |                  |
| Up Close                    | - Data: 7 grudnia 2010 - Wydawca: EMI, Vortexan Music   | —  | —  |                  |
| Eclectic                    | - Data: 27 sierpnia 2014 - Wydawca: Concord Music Group | —  | —  |                  |
| "—" album nie był notowany. |                                                         |    |    |                  |

### Albumy koncertowe
| G3: Live in Concert (oraz Joe Satriani i Steve Vai) | - Data: 3 czerwca 1997 - Wydawca: Sony Music          | 52 | 20  | —   | 35 | 92 | 82 |
| Live from Austin, TX                                | - Data: 1 listopada 2005 - Wydawca: New West Records  | —  | —   | —   | —  | —  | —  |
| Live From Austin TX '84                             | - Data: 22 listopada 2010 - Wydawca: New West Records | —  | —   | —   | —  | —  | —  |
| Europe Live                                         | - Data: 23 czerwca 2014 - Wydawca: Mascot Label Group | —  | 142 | 123 | —  | —  | —  |
| "—" album nie był notowany.                         |                                                       |    |     |     |    |    |    |

### Albumy wideo
| G3: Live in Concert (oraz Joe Satriani i Steve Vai) | - Data: 3 czerwca 1997 - Wydawca: Sony Music          | 37 | - USA: platynowa płyta |
| Live from Austin, TX                                | - Data: 1 listopada 2005 - Wydawca: New West Records  | —  |                        |
| Anaheim                                             | - Data: 11 listopada 2008 - Wydawca: Vanguard Records | —  |                        |
| "—" album nie był notowany.                         |                                                       |    |                        |

### Single
| "Righteous"                  | 1990 | 8  | Ah Via Musicom |
| "High Landrons"              | 1990 | 31 | Ah Via Musicom |
| "Cliffs Of Dover"            | 1990 | 5  | Ah Via Musicom |
| "Trademark"                  | 1991 | 7  | Ah Via Musicom |
| "Pavilion"                   | 1996 | 33 | Venus Isle     |
| "—" singel nie był notowany. |      |    |                |

## Gry komputerowe
- 2007 – Guitar Hero III: Legends of Rock – utwór „Cliffs of Dover”
- 2009 – Guitar Hero World Tour – utwór „Camel's Night Out”
- 2011 – Rocksmith – utwór „Cliffs of Dover”

## Nagrody

### Albumy
- 1991 – Ah Via Musicom – nagroda Grammy (nominacja)[18]
- 1996 – Venus Isle – nagroda Grammy (nominacja)[55]
- 2006 – Bloom – nagroda Grammy (nominacja)[55]

### Utwory
- 1987 – "Zap" (Tones) – nagroda Grammy (nominacja)[18][55]
- 1991 – "Cliffs of Dover" (Ah Via Musicom) – nagroda Grammy, kategoria Best Rock Instrumental Performance (zwycięzca)[19]
- 1998 – "S.R.V." (Venus Isle) – nagroda Grammy (nominacja)[55]
- 2002 – "Rain" (Live and Beyond) – nagroda Grammy (nominacja)[55]